# Maleisië op de Paralympische Zomerspelen 2020
Maleisië was een van de landen die deelnam aan de Paralympische Zomerspelen 2020 in Tokio, Japan.

## Medailleoverzicht
| Atletiek    | Abdul Latif Romly    | Verspringen, T20 (m) | Goud   |  |  |
| Badminton   | Liek Hou Cheah       | Enkelspel, SU5 (m)   | Goud   |  |  |
| Bankdrukken | Bonnie Bunyau Gustin | -72 kg (m)           | Goud   |  |  |
|             |                      |                      |        |  |  |
| Bankdrukken | Yee Khie Jong        | -107 kg (m)          | Zilver |  |  |
| Boccia      | Chew Wei Lun         | Individueel, BC1 (g) | Zilver |  |  |

## Deelnemers en resultaten
(m) = mannen, (v) = vrouwen, (g) = gemengd 

### Atletiek

#### Baanonderdelen
| Atleet                          | Onderdeel      | Series    | Series | Finale    | Finale |
| Atleet                          | Onderdeel      | Resultaat | Rang   | Resultaat | Rang   |
| ------------------------------- | -------------- | --------- | ------ | --------- | ------ |
| Mohamad Ridzuan Mohamad Puzi    | 100 m, T36 (m) | 0:12.06   | 4e     | 0:12.15   | 4e     |
|                                 |                |           |        |           |        |
| Siti Noor Iasah Mohamad Ariffin | 400 m, T20 (v) | 0:59.89   | 7e     | 1:01.05   | 8e     |

#### Veldonderdelen
| Paralympiër             | Onderdeel            | Resultaat | Prestatie    |
| ----------------------- | -------------------- | --------- | ------------ |
| Abdul Latif Romly       | Verspringen, T20 (m) | Goud      | 7.45         |
| Kar Gee Wong            | Verspringen, T13 (m) | 6e        | 5.93         |
| Muhammad Ziyad Zolkefli | Kogelstoten, F20 (m) | DNS       | Niet gestart |

### Badminton
| Paralympiër    | Onderdeel          | Groepsfase                                    | Groepsfase                  | Groepsfase                               | Groepsfase           | Positie | Finalefase           | Finalefase                | Finalefase                     | Plaats |
| Paralympiër    | Onderdeel          | Wedstrijd I                                   | Wedstrijd II                | Wedstrijd III                            | Wedstrijd IV         | Positie | Kwartfinale          | Halve finale              | (Troost)finale                 | Plaats |
| Paralympiër    | Onderdeel          | Tegenstander Uitslag                          | Tegenstander Uitslag        | Tegenstander Uitslag                     | Tegenstander Uitslag | Positie | Tegenstander Uitslag | Tegenstander Uitslag      | Tegenstander Uitslag           | Plaats |
| -------------- | ------------------ | --------------------------------------------- | --------------------------- | ---------------------------------------- | -------------------- | ------- | -------------------- | ------------------------- | ------------------------------ | ------ |
| Liek Hou Cheah | Enkelspel, SU5 (m) | JPN Taiyo Imai W met 2-0                      | TPE Fang Jen Yu W met 2-0   | EGY Ahmed Magdy Amin Eldakrory W met 2-0 | Niet van toepassing  | 1e      | Niet van toepassing  | TPE Fang Jen Yu W met 2-0 | INA Dheva Anrimusthi W met 2-0 | Goud   |
| Didin Taresoh  | Enkelspel, SH6 (m) | BRA Vitor Goncalves Tavares Onbekende uitslag | IND Krishna Nagar V met 0-2 | Niet van toepassing                      | Niet van toepassing  | 3e      | Niet gekwalificeerd  | Niet gekwalificeerd       | Niet gekwalificeerd            | 5e     |

### Bankdrukken
| Paralympiër          | Onderdeel   | Resultaat | Prestatie |
| -------------------- | ----------- | --------- | --------- |
| Bonnie Bunyau Gustin | -72 kg (m)  | Goud      | 228.0     |
| Yee Khie Jong        | -107 kg (m) | Zilver    | 237.0     |

### Boccia
| Paralympiër  | Onderdeel            | Groepsfase                                | Groepsfase                  | Groepsfase                       | Groepsfase                       | Positie | Finalefase             | Finalefase                | Finalefase                | Plaats |
| Paralympiër  | Onderdeel            | Wedstrijd I                               | Wedstrijd II                | Wedstrijd III                    | Wedstrijd IV                     | Positie | Kwartfinale            | Halve finale              | (Troost)finale            | Plaats |
| Paralympiër  | Onderdeel            | Tegenstander Uitslag                      | Tegenstander Uitslag        | Tegenstander Uitslag             | Tegenstander Uitslag             | Positie | Tegenstander Uitslag   | Tegenstander Uitslag      | Tegenstander Uitslag      | Plaats |
| ------------ | -------------------- | ----------------------------------------- | --------------------------- | -------------------------------- | -------------------------------- | ------- | ---------------------- | ------------------------- | ------------------------- | ------ |
| Chew Wei Lun | Individueel, BC1 (g) | BRA Andreza Vitoria de Oliveira W met 5-2 | KOR Jung Sungjoon W met 9-3 | THA Witsanu Huadpradit W met 3-3 | CZE Katerina Curinova W met 11-0 | 1e      | CHN Zhang Qi W met 4-2 | POR Andre Ramos W met 9-5 | GBR David Smith V met 2-4 | Zilver |

### Boogschieten
| Paralympiër        | Onderdeel                      | Kwalificatie | Kwalificatie | 1e ronde             | 2e ronde                          | 3e ronde             | Kwartfinale          | Halve finale         | (troost)Finale       | Rang |
| Paralympiër        | Onderdeel                      | Score        | Positie      | Tegenstander Uitslag | Tegenstander Uitslag              | Tegenstander Uitslag | Tegenstander Uitslag | Tegenstander Uitslag | Tegenstander Uitslag | Rang |
| ------------------ | ------------------------------ | ------------ | ------------ | -------------------- | --------------------------------- | -------------------- | -------------------- | -------------------- | -------------------- | ---- |
| Wiro Julin         | Individueel, compound open (m) | 673          | 26e          | Bye                  | RPC Bair Shigaev V met 126-136    | Uitgeschakeld        | Uitgeschakeld        | Uitgeschakeld        | Uitgeschakeld        | 17e  |
| Suresh Selvathamby | Individueel, recurve open (m)  | 579          | 28e          | Niet van toepassing  | RPC Bato Tsydendorzhiev V met 2-6 | Uitgeschakeld        | Uitgeschakeld        | Uitgeschakeld        | Uitgeschakeld        | 17e  |

### Tafeltennis
| Paralympiër   | Onderdeel           | Groepsfase                        | Groepsfase           | Groepsfase                  | Positie | Finalefase           | Finalefase           | Finalefase           | Finalefase           | Plaats |
| Paralympiër   | Onderdeel           | Wedstrijd I                       | Wedstrijd II         | Wedstrijd III               | Positie | 1/8e finale          | Kwartfinale          | Halve finale         | Finale               | Plaats |
| Paralympiër   | Onderdeel           | Tegenstander Uitslag              | Tegenstander Uitslag | Tegenstander Uitslag        | Positie | Tegenstander Uitslag | Tegenstander Uitslag | Tegenstander Uitslag | Tegenstander Uitslag | Plaats |
| ------------- | ------------------- | --------------------------------- | -------------------- | --------------------------- | ------- | -------------------- | -------------------- | -------------------- | -------------------- | ------ |
| Chaoming Chee | Individueel, C9 (m) | ITA Mohamed Amine Kalem V met 0-3 | AUS Lin Ma V met 0-3 | GBR Joshua Stacey V met 0-3 | 4e      | Niet gekwalificeerd  | Niet gekwalificeerd  | Niet gekwalificeerd  | Niet gekwalificeerd  | 13e    |

### Tennis
| Paralympiër      | Onderdeel               | 1e ronde                                     | 2e ronde                              | 3e ronde             | Kwartfinale          | Halve finale         | (troost)Finale       | Rang |
| Paralympiër      | Onderdeel               | Tegenstander Uitslag                         | Tegenstander Uitslag                  | Tegenstander Uitslag | Tegenstander Uitslag | Tegenstander Uitslag | Tegenstander Uitslag | Rang |
| ---------------- | ----------------------- | -------------------------------------------- | ------------------------------------- | -------------------- | -------------------- | -------------------- | -------------------- | ---- |
| Abu Samah Borhan | Rolstoel, enkelspel (m) | CRC Jose Pablo Gil W met 2-1 (4-6, 6-3, 6-2) | NED Tom Egberink V met 0-2 (0-6, 1-6) | Uitgeschakeld        | Uitgeschakeld        | Uitgeschakeld        | Uitgeschakeld        | 17e  |

### Wielrennen

#### Baan
| Atleet                                                                      | Onderdeel                         | Heats               | Heats               | (Bronzen) Finale    | (Bronzen) Finale    |
| Atleet                                                                      | Onderdeel                         | Resultaat           | Rang                | Resultaat           | Rang                |
| --------------------------------------------------------------------------- | --------------------------------- | ------------------- | ------------------- | ------------------- | ------------------- |
| Zuhairi Ahmad Tarmizi                                                       | 1 km tijdrit, C4-5 (m)            | Niet van toepassing | Niet van toepassing | 1:06.472            | 10e                 |
| Muhammad Hafiz Jamali                                                       | 1 km tijdrit, C4-5 (m)            | Niet van toepassing | Niet van toepassing | 1:11.288            | 19e                 |
| Mohamad Yusof Hafizi Shaharuddin                                            | Individuele achtervolging, C1 (m) | 3:58.413            | 7e                  | Niet gekwalificeerd | Niet gekwalificeerd |
|                                                                             |                                   |                     |                     |                     |                     |
| Nur Zalia Syafinaz Mohd Zais Gids: Nurul Suhada Zainal                      | 1 km tijdrit, B (v)               | Niet van toepassing | Niet van toepassing | 1:15.005            | 9e                  |
|                                                                             |                                   |                     |                     |                     |                     |
| Zuhairi Ahmad Tarmizi Muhamad Hafiz Jamali Mohamad Yusof Hafizi Shaharuddin | Team sprint, C1-5 (g)             | 50.532              | 5e                  | Niet gekwalificeerd | Niet gekwalificeerd |

#### Weg
| Zuhairi Ahmad Tarmizi                                  | Tijdrit, C5 (m)        | DNF | Niet gefinisht         |  |  |
| Muhammad Hafiz Jamali                                  | Tijdrit, C5 (m)        | 12e | 61:35.78               |  |  |
| Mohamad Yusof Hafizi Shaharuddin                       | Wegwedstrijd, C1-3 (m) | 33e | Ingehaald door winnaar |  |  |
| Mohamad Yusof Hafizi Shaharuddin                       | Tijdrit, C1 (m)        | 5e  | 26:46.56               |  |  |
|                                                        |                        |     |                        |  |  |
| Nur Zalia Syafinaz Mohd Zais Gids: Nurul Suhada Zainal | Tijdrit, B (v)         | DNF | Niet gefinisht         |  |  |

### Zwemmen
| Atleet                        | Onderdeel                 | Series            | Series | Finale              | Finale              |
| Atleet                        | Onderdeel                 | Resultaat         | Rang   | Resultaat           | Rang                |
| ----------------------------- | ------------------------- | ----------------- | ------ | ------------------- | ------------------- |
| Jamery Siga                   | 50 m vlinderslag, S4 (m)  | 0:40.32           | 13e    | Niet gekwalificeerd | Niet gekwalificeerd |
| Muhammad Nur Syaiful Zulkafli | 50 m vrije slag, S5 (m)   | 0:33.46           | 5e     | 0:32.82             | 5e                  |
| Muhammad Nur Syaiful Zulkafli | 100 m vrije slag, S5 (m)  | 1:16.33           | 7e     | 1:15.12             | 7e                  |
| Muhammad Nur Syaiful Zulkafli | 200 m vrije slag, S5 (m)  | Gediskwalificeerd | DSQ    | Niet gekwalificeerd | Niet gekwalificeerd |
| Muhammad Nur Syaiful Zulkafli | 100 m schoolslag, SB4 (m) | Gediskwalificeerd | DSQ    | Niet gekwalificeerd | Niet gekwalificeerd |
|                               |                           |                   |        |                     |                     |
| Brenda Anellia Larry          | 50 m rugslag, S4 (v)      | 0:59.33           | 11e    | Niet gekwalificeerd | Niet gekwalificeerd |
| Brenda Anellia Larry          | 50 m vlinderslag, S5 (v)  | 1:00.62           | 13e    | Niet gekwalificeerd | Niet gekwalificeerd |

Afghanistan · 
Algerije · 
Amerikaanse Maagdeneilanden · 
Angola · 
Argentinië · 
Armenië · 
Aruba · 
Australië · 
Azerbeidzjan · 
Bahrein · 
Barbados · 
Belarus · 
België · 
Benin · 
Bermuda · 
Bosnië en Herzegovina · 
Botswana · 
Brazilië · 
Bulgarije · 
Burkina Faso · 
Burundi · 
Cambodja · 
Canada · 
Centraal-Afrikaanse Republiek · 
Chili · 
China · 
Chinees Taipei · 
Colombia · 
Congo-Brazzaville · 
Congo-Kinshasa · 
Costa Rica · 
Cuba · 
Cyprus · 
Denemarken · 
Dominicaanse Republiek · 
Duitsland · 
Ecuador · 
Egypte · 
El Salvador · 
Estland · 
Ethiopië · 
Faeröer · 
Fiji · 
Filipijnen · 
Finland · 
Frankrijk · 
Gabon · 
Gambia · 
Georgië · 
Ghana · 
Griekenland · 
Groot-Brittannië · 
Guatemala · 
Guinee · 
Guinee‑Bissau · 
Haïti · 
Honduras · 
Hongarije · 
Hongkong · 
Ierland · 
IJsland · 
India · 
Indonesië · 
Irak · 
Iran · 
Israël · 
Italië · 
Ivoorkust · 
Jamaica · 
Japan · 
Jordanië · 
Kaapverdië · 
Kameroen · 
Kazachstan · 
Kenia · 
Kirgizië · 
Koeweit · 
Kroatië · 
Laos · 
Lesotho · 
Letland · 
Libanon · 
Liberia · 
Libië · 
Litouwen · 
Luxemburg · 
Madagaskar · 
Maleisië · 
Mali · 
Malta · 
Marokko · 
Mauritius · 
Mexico · 
Moldavië · 
Mongolië · 
Montenegro · 
Mozambique · 
Namibië · 
Nederland · 
Nepal · 
Nicaragua · 
Nieuw-Zeeland · 
Niger · 
Nigeria · 
Noord-Macedonië · 
Noorwegen · 
Oeganda · 
Oekraïne · 
Oezbekistan · 
Oman · 
Oostenrijk · 
Pakistan · 
Palestina · 
Panama · 
Papoea-Nieuw-Guinea · 
Peru · 
Polen · 
Portugal · 
Puerto Rico · 
Qatar · 
Roemenië · 
Russisch Paralympisch Comité ·
Rwanda · 
Saint Vincent en Grenadines · 
Samoa · 
Saoedi-Arabië · 
Sao Tomé en Principe · 
Senegal · 
Servië · 
Seychellen · 
Sierra Leone · 
Singapore · 
Slovenië · 
Slowakije · 
Somalië · 
Spanje · 
Sri Lanka · 
Syrië · 
Tadzjikistan · 
Tanzania · 
Thailand · 
Togo · 
Tonga · 
Trinidad en Tobago · 
Tsjechië · 
Tunesië · 
Turkije · 
Turkmenistan · 
Uruguay · 
Venezuela · 
Verenigde Arabische Emiraten · 
Verenigde Staten · 
Vietnam · 
Zimbabwe · 
Zuid-Afrika · 
Zuid-Korea · 
Zweden · 
Zwitserland
Paralympisch Vluchtelingen Team